# Anime
Az anime (アニメ, ejtése [anime], az angol „animation” szó rövidüléséből, ezért is írják katakanával) a rajzfilm általános elnevezése Japánban. A médium eredeti hazájában több korosztályt is megcéloz, és az élőszereplős filmekhez hasonlóan több műfajban készülnek, például romantikus, komikus, akció- és drámaanimék, sőt erotikus, pornográf tartalmúak is.

## Kialakulása
Az anime sajátos formája a mangához képest kissé késleltetve, a második világháborút követő zaklatott lelki világú Japánban alakult ki. Például számos műben megfigyelhető az atombomba gombafelhője. Egyik ilyen az Akira, mely a 80-as évek egyik nagy anime disztópiája, amikorra a feszült társadalmi helyzet bizonyos alkotókból fokozott borúlátást váltott ki. Sokszor jellemző a sötét jövőkép, ami jól kifejezi, hogy milyen mélyen benne él a japán társadalomban a nukleáris csapás okozta sokk. Más animék közvetlenül a bombatámadásokat dolgozzák fel történelmi valószerűséggel, példaképp említhető a Hadasi no Gen (はだしのゲン Mezítlábas Gen).

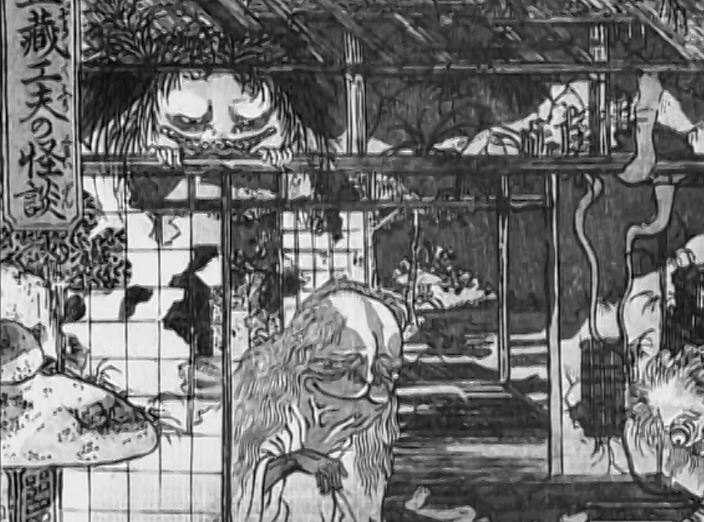
XIX. sz-i fakocka illusztráció

A japán animáció a japán képregényművészetből vezethető le: a manga a hagyományos japán fametszetekre és papírtekercsekre rajzolt történetek és kompozíciók stílusát (a sajátosságok nagy részét innen származtathatjuk), valamint az akkori amerikai képregénystílust ötvözte. A női alakok ábrázolásánál a korabeli amerikai szexideált vették alapul: nagy kék szemű, szőke és karcsú.
Tezuka Oszamu tekinthető a műfaj egyik atyjának, akinek első fekete-fehér képregényei a megszólalásig hasonlítanak az 1930–1940-es évek amerikai rajzstílusára. Ezeket a jegyeket animációs filmjeiben is átültette, amikben Oszamu egy nagyon vizuális forma létrehozásával kísérletezett. A japán animátorok tulajdonképpen a képregény rajzolási stílusát vitték át az animációs filmekbe. A nagyon alacsony költségvetés egészen egyedi animációs stílus kifejlesztését eredményezte, ahol olyan hatáselemeket alkalmaznak, amelyek szinte észrevétlenül kevés rajzolást igényelnek. Így a mozgás illúzióját, annak elképzelhetetlenné nagyításával ábrázolják: a szereplő szinte mozdulatlan, miközben körülötte egy elmosódott háttér kavarog eszeveszetten. Lassításokat alkalmaznak, vagy hatalmas állókép pásztázásával fejezik ki a drámaiságot, a csend és mozdulatlanság által. Eközben Amerikában a valóságot egyre precízebben visszaadó animációs színvonalat céloztak meg. Ma a legtöbb anime tartalmaz CGI-t is.
Ekkorra válik el jelentősen a két ország animációművészete.

## Kifejezőeszközök
Az anime kialakította sajátságos kifejező eszközkészletét. Nem minden anime él ezekkel az effektekkel, de ha igen, akkor általában ugyanazt értik alatta:
- Állóképek használata: a jelenet dinamizmusát, drámaiságát fokozza, akár a lassított felvétel az élőszereplős filmeken. A kép kimerevítésével az hangsúlyosabbá, jelentőségteljesebbé válik, mintegy beleég a néző emlékezetébe. (A modern amerikai filmgyártás átvenni látszik ezt a technikát, olyan sikeres filmekben is alkalmazták, mint például a Mátrix vagy a Mission: Impossible 2.)
- Sebességvonalak: többnyire az állóképek mögött, a háttér helyén láthatók. A mozgás gyorsaságát az amerikai képregények is gyakran vonalakkal jelzik – az animében ilyenkor a háttér helyét teljesen a sebességvonalak veszik át.
- Szemek: jó és gonosz szereplők közötti megkülönböztetésre is használják, a gonoszoknak általában keskeny szemük van. Például: Icsimaru Gin.
- Izzadságcsepp: a vígjátékok leggyakoribb eleme. Ha valaki nagyon „lefárad”, vagy kínos helyzetbe keveredik, a feje mellett és felett jelenik meg egy hatalmas csepp. Ez többnyire társul a megfelelő fáradt vagy döbbent arckifejezéssel, de működik háttal álló vagy meglepetését titkolni akaró szereplővel is.
- Super Deformed (SD) vagy más néven csibi: egy-egy viccesebb jelenetnél fordul elő, hogy a szereplő hirtelen átalakul saját maga kicsinyített, gyerekes formájába, és úgy beszél vagy tesz valamit. Ez az alak fokozza a komikus helyzetet, a szereplő viselkedését, tettét a külalakjára is kivetíti.
- Egyéb gesztusok, jellemző arcok és formák: ilyen a tarkóra tett kézzel való kínos nevetgélés, vagy az idegesség esetén a homlokon megjelenő kereszt alakú, lüktető ér. Ezek általában a hagyományos japán ábrázolásból, illetve a hagyományos színjátszás gesztusai közül alakultak ki és terjedtek el.

## Csoportosítás
Az animéken belül több műfaj létezik, a hagyományos, élőszereplős filmekhez hasonlóan: akció, kaland, gyerekmesék, romantika, dráma, középkorban játszódó vagy fantasy, sci-fi, okkult/horror, erősen pornográf (hentai).
A legtöbb anime átmenetet képez több műfaj között, és ezek több jellegzetességét vegyíti. Így az egyes filmek kategóriákba szorítása nehézségekbe ütközhet. Szokásos, hogy egy akciódús anime humoros, romantikus vagy akár szívbe markoló elemeket is magában foglal. Ugyanúgy előfordulhatnak egy elsősorban romantikus animében erős akciójelenetek. Nem ritkák azok a történetek, amik látszólag viccesen bugyután kezdődnek, de a végkifejlet drámai, komoly mondanivalóval.

### Anime- és mangaműfajok
Gyermekeknek:
- Kodomo: (子供 – gyerek, gyermek) elsősorban kisgyermekek számára készült anime vagy manga, ilyen például a Doraemon.

Fiúknak:

Mecha: az Eva Unit 02, Neon Genesis Evangelion

- Sónen: (少年 – fiú), azaz elsősorban fiúk számára készített anime vagy manga, mint például a Dragon Ball Z.
  - Mecha: óriás, többnyire ember által irányított robotokat felvonultató anime vagy manga, mint például a Mobile Suit Gundam.
  - Szentai/szuper szentai: szó szerint „harci alakulat”, ezekben szuperhős-csapatok szerepelnek, ilyen például a Cyborg 009.
- Szeinen: a sónenhez hasonlít, felnőtt férfiak számára készül.

Lányoknak:

Wikipe-tan, a Wikipédia megszemélyesítésére használt mangaszerű lány szereplő

- Sódzso: (少女 – lány) elsősorban lányok számára készített animék, ilyen például a Fruits Basket. Általában kifejezetten nőies témákat, problémákat vet fel a történet.
  - Mahó sódzso: (魔法 少女 – „mágikus lány”) a sódzso alműfaja olyan történetekkel, amikben szerepet játszik egy vagy több, varázserővel felruházott lány, mint például a Sailor Moon. Ritkán, de előfordul, hogy hentai animék is használnak ilyen szereplőket.
- Dzsoszei: (japánul ’fiatal nő’), olyan anime vagy manga, aminek felnőtt nők képezik a célközönségét, ez az egyik legritkább műfaj.

Progresszív: művészfilmek, nagyon stilizált animék, például a Neon Genesis Evangelion, The End of Evangelion.
Korhatáros:
- Eccsi: (japánul ’illetlen szexualitás’) könnyű szexuális humort tartalmaz, például a Love Hina. Az ilyennél csak szexuális utalás van: kilátszó fehérnemű. Fanservice-nek is nevezzük (mellékes a történetben, és általában a fiúk kedvéért).
- Hentai: (japánul ’abnormális’ vagy ’perverz’) általában nyugaton pornografikus vagy erotikus animét értik alatta. Japánban ezeket poruno vagy ero címen keresik. Például: Moonlight Lady.
- Sónen-ai: (japánul ’fiúszerelem’) férfi szereplők közötti szerelemre vagy románcra fókuszál, Japánban egyre kevésbé használják ezt a kifejezést, mivel a pedofíliára utalhat, ehelyett inkább a „Boys Love”-ot (BL) használják. Gyakran a sódzso mangák közé sorolják őket, mivel olvasóik legtöbbször fiatal lányok. A stílus egyik jellemző képviselője a Gravitation, Loveless.
- Jaoi: a sónen-ai erotikusabb változata. Míg a sónen-ai mangákban maximum csókjelenetek vannak, addig a jaoi gyakran tartalmaz részletesen megrajzolt szexjeleneteket. Például jaoi az Ai no kuszabi, Haru vo Daiteita, Papa to kiss in the dark.
- Sódzso-ai: (japánul ’lányszerelem’) olyan animére vagy mangára utal, amik női szereplők közötti szerelemre vagy románcra fókuszálnak. A sódzso műfajába sorolják, mivel leginkább fiatal lányoknak szánt animékről/mangákról van szó. Ilyen például a Sódzso kakumei Utena.
- Juri: A sódzso-ai erotikusabb formája, ugyanaz igaz rá, mint a jaoira és a sónen-ai-ra. A hentai kategória is gyakran tartalmaz juri jeleneteket, mint például a Sexy Demon Queen, mivel többnyire annak is a célközönsége a férfi nézők.

### Az anime megjelenési formái

Mahuri nevű animekarakter rajza

A legtöbb animét a következő négy kategória egyikébe lehet besorolni:
- Az egész estés filmek, amiket többnyire mozikban vetítenek, a három kategória közül a legmagasabb költségvetéssel és a legjobb képminőséggel készülnek. Népszerű anime mozik például az Akira vagy a Chihiro Szellemországban, illetve a mostanában hazánkban is népszerű Ghost in the Shell, és A vándorló palota (szintén Mijazaki Hajao alkotása). Vannak anime filmek, amiket filmes vagy animációs fesztiválokra készítenek, ezek általában rövidebbek és alacsonyabb költségűek. Ilyen például a Téli nap (冬の日, Fuju no hi) vagy Tezuka Oszamu Legend of the Forest c. filmje. Amatőrök is készítenek sikeres fesztivál-filmeket, leghíresebb köztük a Hosi no Koe (Egy távoli csillag hangjai), amelyet Sinkai Makoto és felesége egyetlen Apple gépen készített el több évi munkával. Előfordul még, hogy tévésorozatok epizódjait összeszerkesztik egy filmmé, ez többnyire hosszabb lesz, mint egy átlagos mozifilm.
- Az anime tévésorozatok rövidebb, valamilyen rendszerességgel televízióban közvetített részekből állnak. Ezek általában rosszabb minőségűek az OVA-knál vagy a filmeknél, mert a produkciós költségek az összes epizódra szétterítve lépnek fel. Az epizódok tipikus hossza 23 perc, hogy reklámokkal együtt éppen kitöltsön egy félórás tévés időszeletet. Egy átlagosan rövid sorozat 26 epizódból áll, de vannak fél szezonos, azaz 13 epizódon keresztül futó sorozatok is. (Vagy még rövidebbek.)  A legtöbb anime tévésorozatnak van nyitóklipje (opening) és záróklipje (ending), ezek a nagyobb költségvetésű sorozatoknál általában évente négyszer változnak (például Hagaren). Gyakran jellemző az epizódba beszúrt rövid, humoros vagy buta jelenet is („eyecatcher”), amivel a reklámok elejét vagy végét jelzik.
- Az OVA (Original Video Animation – kb. eredeti videoanimáció); vagy OAV (Original Animated Video) anime gyakran a televíziós minisorozatokra emlékeztet. Az OVA-k többnyire 2-20 epizódból állnak, illetve léteznek sorozaton kívüli egyrészes („one-shot”) darabok, amik általában rövidebbek egy film hosszánál. Nevüket onnan kapták, hogy eredetileg videón jelentek meg; ma már a DVD és a BluRay a jellemző. Az OVA-k általában a filmhez közeli minőségűek. Többnyire összefüggő történetet mondanak el. Népszerű OVA animék például az FLCL, a Bubblegum Crisis, vagy a Tencsi Mujo!. Főcím, vége-főcím és eyecatcher néha előfordul az OVA-kban, de nem törvényszerűen. 2008 nyarától az OAD (original animation DVD) megnevezés is kezdett használatba kerülni, általában ezek a kiadványok tartalmazzák a DVD mellett az anime alapjául szolgáló manga egy kötetét is.[1]
- Az ONA (Original Net Animation – kb. eredeti netanimáció), az OVA mintájára, csak az interneten terjesztett (többnyire fizetős szolgáltatásokon keresztül) anime. Az OVA-khoz hasonlóan magas költségvetésű, illetve minőségű. Az epizódszám nem szükségszerűen alacsony. Például Ghost in the Shell – Stand Alone Complex.

### Külföldi oldalak
- Anime News Network
- Anime Nation
- Anime Oxide
- Anime DataBase
- My Anime List
- AniChart

### Magyar oldalak
- AnimeStars magazin weboldala
- Mondo magazin weboldala
- Aoi Anime
- Kritikus Tömeg (anime filmek)
- Animem.org - Magyarország legnagyobb anime gyűjtöoldala
- AniPalace – animés hírek, saját online animemagazint futtatnak AniMagazin címmel
- Anime Mánia – Válogatás az animés médiából!